# Dolmen de Viera
Dolmen de Viera är en fornlämning i Spanien.   Den ligger i provinsen Provincia de Málaga och regionen Andalusien, i den södra delen av landet, 400 km söder om huvudstaden Madrid. Dolmen de Viera ligger 491 meter över havet.
Terrängen runt Dolmen de Viera är kuperad söderut, men norrut är den platt. Runt Dolmen de Viera är det ganska glesbefolkat, med 48 invånare per kvadratkilometer. Närmaste större samhälle är Antequera, 1,3 km väster om Dolmen de Viera. Trakten runt Dolmen de Viera består till största delen av jordbruksmark.